# 정신조
정신조(鄭申朝, 1940년 1월 6일~)는 대한민국의 권투 선수이다. 1964년 하계 올림픽 남자 밴텀급에서 은메달을 획득했다.